# Temporada de huracanes del Atlántico de 2016
La temporada de huracanes del Atlántico de 2016 fue la primera temporada de huracanes por encima del promedio desde 2012, produciendo 15 tormentas nombradas, 7 huracanes y 4 huracanes mayores . La temporada comenzó oficialmente el 1 de junio y terminó el 30 de noviembre, aunque la primera tormenta, el huracán Alex que se formó en el Atlántico nororiental, se desarrolló el 12 de enero, siendo el primer huracán que se desarrolló en enero desde 1938. La tormenta final, Otto, cruzó en el Océano Pacífico Oriental oriental el 25 de noviembre, unos días antes del final oficial. 
Después de Alex, la tormenta tropical Bonnie trajo inundaciones a Carolina del Sur y partes de Carolina del Norte dejando un fallecido. La tormenta tropical Colin a principios de junio provocó inundaciones menores y daños causados por el viento en partes del sureste de los Estados Unidos, especialmente en Florida dejando 5 fallecidos en ese país. El Huracán Earl dejó 94 personas sin vida; 13 en República Dominicana y 81 en México. A principios de septiembre, el huracán Hermine, el primer huracán que tocó tierra en Florida desde el huracán Wilma en 2005, provocó grandes daños por inundaciones costeras, especialmente en las costas olvidadas y naturales de Florida. Hermine fue responsable de dos muertes y alrededor de $550 millones (2016 USD) en daños materiales. 
La tormenta más fuerte, más costosa y más mortal de la temporada fue el huracán Matthew, el huracán más meridional de la categoría 5 del Atlántico registrado y el primero en alcanzar esa intensidad desde Félix en 2007. Con al menos 603 muertes atribuidas, Matthew fue el huracán destructivo y mortífero del Atlántico desde Stan en 2005. Además, se estima que el daño de Matthew es de al menos $15.08 mil millones, lo que lo convierte en el noveno huracán más costoso del Atlántico registrado en ese momento. El huracán Nicole se convirtió en el primer huracán importante en impactar directamente a las Bermudas desde el huracán Fabian en 2003, dejando daños generalizados pero relativamente menores en la isla. El último ciclón tropical de la temporada, el huracán Otto, provocó graves inundaciones en Centroamérica en noviembre, particularmente en Costa Rica y Nicaragua. Otto dejó 18 fallecimientos y unos $15 millones en daños materiales. El 25 de noviembre, la tormenta surgió en la cuenca del Pacífico Oriental, la primera ocurrencia desde el huracán Cesar-Douglas en 1996. La mayoría de los ciclones tropicales de la temporada afectaron la tierra, y siete de esas tormentas causaron la pérdida de vidas. En conjunto, las tormentas dejaron al menos 724 fallecimientos y $15.9 mil millones en daños, lo que hace que la temporada sea la más costosa desde 2012.
La mayoría de los grupos de predicción predijeron una actividad superior al promedio en anticipación de un evento de El Niño que se disipa y el desarrollo de La Niña, así como temperaturas de la superficie del mar más cálidas de lo normal. En general, los pronósticos fueron bastante precisos.

## Pronósticos
Antes y durante la temporada, varios servicios meteorológicos y agencias científicas pronostican cuántas tormentas, huracanes y huracanes nombradas se formarán durante una temporada, y/o cuántos ciclones tropicales afectarán a un país en particular. Estas agencias incluyen el Consorcio de Riesgos de Tormentas Tropicales (TSR) del University College de Londres, la Administración Nacional Oceánica y Atmosférica (NOAA), la Oficina Meteorológica del Reino Unido (UKMO), la Universidad de la Costa de Carolina (CCU), la Universidad Estatal de Colorado (CSU) y Universidad Estatal de Carolina del Norte (NCSU). Los pronósticos incluyen cambios semanales y mensuales en factores significativos que ayudan a determinar la cantidad de tormentas tropicales, huracanes y huracanes importantes dentro de un año en particular. Algunos de estos pronósticos también tienen en cuenta lo que sucedió en temporadas anteriores y el debilitamiento previsto del evento El Niño 2014-2016. En promedio, una temporada de huracanes del Atlántico entre 1981 y 2010 contuvo doce tormentas tropicales, seis huracanes y dos huracanes importantes, con un índice de Energía Ciclónica Acumulada (ACE) de entre 66 y 103 unidades.

### Previsiones de pretemporada
El primer pronóstico para el año fue emitido por CSU el 11 de diciembre, quien anticipó que podría ocurrir uno de los cuatro escenarios diferentes. El escenario considerado más probable era que la Oscilación Multidecadal del Atlántico (AMO) y la Circulación Termohalina (THC) serían más fuertes, pero los efectos de El Niño se mantendrían, lo que resultaría en una temporada ligeramente superior a la media. El siguiente escenario más probable era que tanto el AMO como el THC se fortalecerían y los efectos de El Niño dejarían de existir, causando una temporada muy superior al promedio. En los otros dos escenarios, a los que se les dio la misma probabilidad de ocurrencia, el AMO y el THC se debilitarían y los efectos de El Niño desaparecerían o algunos permanecerían, resultando en una temporada cercana al promedio o muy por debajo del promedio. Posteriormente, TSR emitió su primer pronóstico para la temporada 2016 durante el 16 de diciembre de 2015 y predijo que la actividad estaría aproximadamente un 20% por debajo del promedio de 1950-2015, o aproximadamente un 15% por debajo del promedio de 2005-2015. Específicamente, pensaron que habría 13 tormentas tropicales, 5 huracanes, 2 huracanes mayores y un índice ACE de 79 unidades. Unos meses más tarde, TSR emitió su segunda predicción para la temporada durante el 6 de abril de 2016 y redujo el número previsto de tormentas con nombre a 12, pero aumentó el número de huracanes a 6. El 14 de abril, la CSU predijo que la temporada sería casi normal, la predicción de 13 tormentas nombradas, 6 huracanes y 2 huracanes mayores con ACE cerca de 93. El 15 de abril, NCSU predijo que la temporada sería muy activa, con 15-18 tormentas nombradas, 8-11 huracanes y 3-5 huracanes mayores. Un mes después, la UKMO publicó su pronóstico, prediciendo una temporada ligeramente superior a la media con 14 tormentas nombradas y 8 huracanes. También predijo un índice ACE de 125, por encima del índice ACE promedio definido en 103.
El 27 de mayo, la Administración Nacional Oceánica y Atmosférica (NOAA) emitió su primer pronóstico llamando a una temporada casi normal con un 70% de posibilidades de que se puedan formar de 10 a 16 tormentas nombradas, incluidos 4 a 8 huracanes, de los cuales 1 a 4 alcanzar el estado de huracán mayor. NOAA también podría haber un 45% de posibilidades de una temporada casi normal, un 30% de probabilidades de una temporada superior a la normal y un 25% de probabilidades de una temporada inferior a la normal. También el 27 de mayo, TSR aumentó sustancialmente sus números de pronóstico, prediciendo que la actividad estaría aproximadamente un 30% por encima del promedio con 17 tormentas nombradas, 9 huracanes, 4 huracanes importantes y un ACE cerca de 130. La razón del aumento del pronóstico de actividad fue la mayor probabilidad de La Niña formándose durante la temporada además de una tendencia hacia una Oscilación negativa del Atlántico Norte, que generalmente favorece un Atlántico tropical más cálido. TSR predijo que hay un 57% de posibilidades de que la temporada en el Atlántico durante 2016 esté por encima de lo normal, un 33% de posibilidades de que sea casi normal, y solo un 10% de posibilidades de que esté por debajo de lo normal.

### Previsiones en la media temporada
La Universidad Estatal de Colorado (CSU) actualizó su pronóstico el 1 de junio para incluir 14 tormentas nombradas, 6 huracanes y 2 huracanes mayores para incluir la tormenta tropical Bonnie. Se actualizó nuevamente el 1 de julio para incluir 15 tormentas nombradas, 6 huracanes y 2 huracanes mayores, para acomodar las tormentas tropicales Colin y Danielle. El 5 de julio, TSR lanzó su cuarto pronóstico para la temporada, reduciendo ligeramente los números pronosticados a 16 tormentas tropicales, 8 huracanes y 3 huracanes mayores. El 5 de agosto, TSR lanzó su pronóstico final para la temporada, reduciendo los números a 15 tormentas nombradas y 7 huracanes debido a la influencia de que La Niña es menos de lo anticipado anteriormente. La Administración Nacional Oceánica y Atmosférica (NOAA) actualizó su pronóstico el 11 de agosto, el aumento de sus predicciones a 12-17 tormentas nombradas, 5-8 y 2-4 huracanes, huracanes mayores.

## Resumen de la temporada

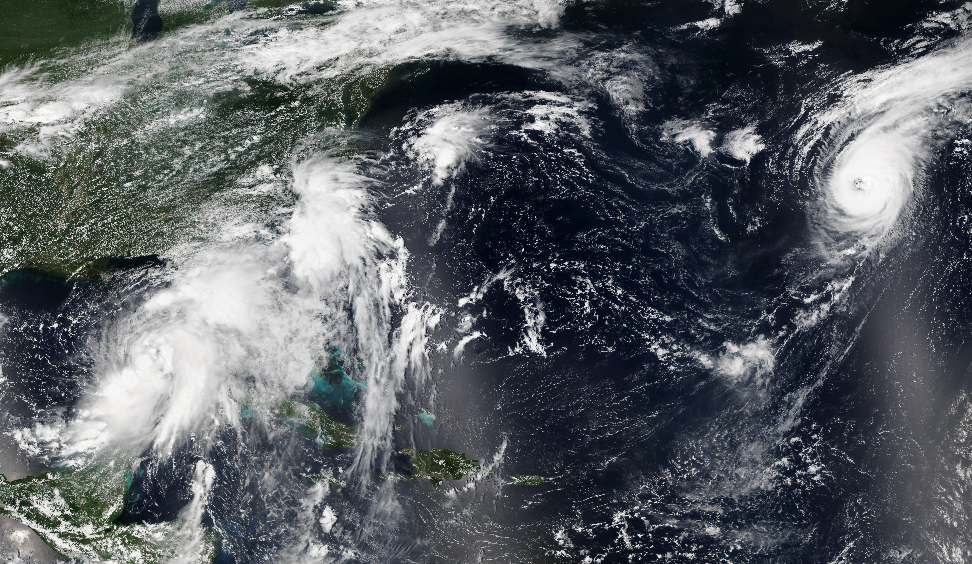
Tres ciclones tropicales activos en la cuenca del Atlántico el 31 de agosto de 2016. De izquierda a derecha: Hermine (izquierda), DT Ocho (noreste de Hermine, en el medio) y Gaston (derecha)

La temporada de huracanes del Atlántico 2016 comenzó oficialmente el 1 de junio de 2016. Fue una temporada superior a la media y la más activa desde 2012, produciendo un total de 15 tormentas nombradas, 7 huracanes y 4 huracanes mayores. La primera tormenta, el huracán Alex, se desarrolló el 12 de enero, mientras que el sistema final, el huracán Otto, cruzó el Pacífico oriental el 25 de noviembre. La actividad más alta de lo normal se atribuyó a muchos factores. Más significativamente, uno de los eventos de El Niño más fuertes registrados en la historia se disipó rápidamente, transformándose en condiciones frías y neutrales en todo el Pacífico a fines del verano. Esto condujo a temperaturas de la superficie del mar más cálidas de lo normal a través del Atlántico, aunque las regiones subtropicales eran ligeramente más frías de lo normal; presiones ligeramente más bajas de lo normal al nivel del mar; y cizalladura del viento reducida, especialmente en el Mar Caribe, que había experimentado valores récord de cizalladura del viento en los últimos años. Sin embargo, los niveles de humedad fueron anormalmente secos, lo que probablemente evitó que algunas de las tormentas se convirtieran en huracanes significativos. Las corrientes de dirección también habían sido diferentes a las de años anteriores, que anteriormente habían tenido una depresión de baja presión que dominaba la Costa Este de los Estados Unidos. Los ciclones tropicales de esta temporada causaron daños por alrededor de $16.1 mil millones y al menos 748 muertes, siendo la temporada más costosa desde 2012,  la más mortal desde 2008. La temporada de huracanes del Atlántico finalizó oficialmente el 30 de noviembre de 2016.
El año comenzó con una tormenta anómala en enero: el huracán Alex, el primer sistema de este tipo que se desarrolló en enero desde 1938. La actividad comenzó a fines de mayo a junio, con tres tormentas tropicales consecutivas: Bonnie, Colin y Danielle. Las dos últimas fueron las primeras tormentas con el tercer y cuarto nombre registradas. Sin embargo, en julio no hubo desarrollo de tormentas por primera vez en cuatro años. En agosto se formaron seis ciclones tropicales, incluidos Earl, Fiona, Gaston, Ocho y Hermine. Un huracán de categoría 1, Earl causó enormes daños en Belice y México. Con 81 vidas perdidas en México durante el paso de Earl, fue el huracán más mortífero del Atlántico en el país desde 2005. Gaston se convirtió en el primer gran huracán de la temporada el 28 de agosto, alcanzando vientos máximos de 120 mph (195 km/h) sobre el Atlántico central. El 1 de septiembre, Hermine golpeó la península de Florida como un huracán de categoría 1, poniendo fin a una sequía de 11 años de huracanes en el estado, que comenzó después del huracán Wilma en octubre de 2005.
Septiembre presentó otros cinco ciclones tropicales: Ian, Julia, Karl, Lisa y Matthew, el último de los cuales persistió hasta octubre. Matthew resultó ser la tormenta mayor de la temporada, convirtiéndose en el primer huracán categoría 5 del Atlántico desde el huracán Félix en 2007, y, con un número de muertos de más de 600, fue el más mortal en la cuenca del Atlántico desde el huracán Stan en 2005. Posteriormente golpeó a Haití como un huracán categoría 4 e infligió daños catastróficos en la nación empobrecida. Matthew también causó grandes daños en Cuba, las Bahamas y el sureste de los Estados Unidos. Al mismo tiempo, el huracán Nicole serpenteó al sur de Bermudas durante más de una semana antes de golpear directamente el territorio como un huracán mayor. Las siguientes cuatro semanas fueron tranquilas, hasta que el huracán Otto se formó en el suroeste del Caribe a fines de noviembre. Otto eventualmente se convirtió en el huracán más reciente en la cuenca del Atlántico en el registro, superando una tormenta en 1934. Después de golpear a Nicaragua y convertirse en el primer huracán registrado en pasar sobre Costa Rica, Otto, el último ciclón tropical de la temporada, emergió en la cuenca del Pacífico Oriental el 25 de noviembre, la primera ocurrencia desde el huracán Cesar-Douglas en 1996.

### Energía Ciclónica Acumulada (ACE)
La actividad de la temporada se reflejó con un índice de Energía Ciclónica Acumulada (ECA) de 141.2525 unidades,, que estaba muy por encima de la mediana 1981-2010 de 92,  así como el valor más alto desde 2010. El ECA es, en términos generales, una medida del poder de un huracán multiplicado por el tiempo que existió; por lo tanto, las tormentas duraderas y los sistemas particularmente fuertes dan como resultado altos niveles de la ECA. La medida se calcula según los avisos completos para ciclones con intensidad de tormenta tropical: tormentas con vientos que superan las 39 mph (63 km/h).

## Ciclones tropicales

### Huracán Alex
Una zona débil de baja presión se desarrolló sobre el noroeste de Cuba en asociación con un frente estacionario el 6 de enero de 2016. La ola frontal se intensificó a medida que avanzaba hacia el Atlántico central, alcanzando temporalmente vientos huracanados para el 10 de enero. Dirigida por una alta presión anómala, la perturbación giró hacia el sureste y siguió las aguas más cálidas. Sus frentes asociados se disiparon, su campo de viento se volvió más simétrico y la convección aumentó cerca del centro, lo que condujo a la formación de la tormenta subtropical Alex a las 18:00 UTC del 12 de enero. A pesar de las temperaturas marginales del océano, Alex se benefició del enfriamiento rápido de las temperaturas del aire superior , y se intensificó rápidamente al girar hacia el noreste. La presencia de una convección más profunda cerca del centro y un ojo en el satélite convencional mostró la transición de la tormenta a un ciclón totalmente tropical y la intensificación en un huracán a las 06:00 UTC del 14 de enero. Seis horas después, alcanzó su punto máximo con vientos máximos sostenidos de 85 mph. (140 km/h). Alex giró hacia el norte después del pico, y la tormenta se debilitó hasta convertirse en una tormenta tropical antes de tocar tierra en la isla de Terceira, Azores. Con la disminución de la convección del núcleo y un frente cálido e impactante, Alex hizo la transición a un ciclón extratropical a las 18:00 UTC del 15 de enero y fue absorbido por una baja extratropical más grande dos días después.
La perturbación precursora del huracán Alex produjo ráfagas de hasta 60 mph (97 km/h) en Bermudas, así como olas de hasta 20 pies (6 m) en alta mar; Esto interrumpió el transporte aéreo, derribó árboles, causó apagones esporádicos y suspendió los servicios de ferry. En las Azores, el ciclón produjo acumulaciones máximas de lluvia de hasta 4.04 pulgadas (103 mm) en Lagoa. Las ráfagas pico de 57 mph (92 km/h) afectaron a Ponta Delgada, causando daños leves a moderados. Los deslizamientos de tierra también contribuyeron a daños menores. Una persona sin vida ocurrió cuando una víctima que sufrió un infarto agudo de miocardio no pudo ser trasladada por vía aérea a un hospital debido a condiciones inestables.

### Tormenta tropical Bonnie
Un área de baja presión se convirtió en la depresión tropical Dos a las 18:00 UTC del 27 de mayo, mientras se encontraba a unos 330 kilómetros (205 millas) al noreste de Islas Ábaco en las Bahamas. Moviéndose constantemente hacia el oeste-noroeste, Bonnie se intensificó en una tormenta tropical el 28 de mayo. Poco después, la tormenta alcanzó sus vientos máximos de 45 mph (75 km/h). Sin embargo, debido a las condiciones ambientales hostiles, Bonnie se debilitó a una depresión horas antes de tocar tierra justo al este de Isle of Palms, Carolina del Sur, el 29 de mayo. Las corrientes de dirección colapsaron después, causando que la tormenta paseara por Carolina del Sur durante dos días. La tormenta se debilitó aún más en un bajo remanente el 31 de mayo, antes de emerger de la costa mientras se movía generalmente hacia el este-noreste. El 2 de junio, Bonnie se regeneró en una depresión tropical frente a las costas de Carolina del Norte a medida que las condiciones se volvieron un poco más favorables. Al día siguiente, a pesar del aumento de la cizalladura del viento y el enfriamiento de las temperaturas de la superficie del mar, Bonnie se reintensificó en una tormenta tropical y alcanzó su presión barométrica mínima de 1006 mbar (29,7 inHg). La tormenta se debilitó a una depresión tropical a finales del 4 de junio y volvió a ser un punto no tropical nuevamente al día siguiente al norte de Bermudas. Los restos se movieron de este a sureste hasta que se disiparon el 9 de junio.
Las corrientes de resaca a lo largo de la costa del sudeste de los Estados Unidos provocaron docenas de rescates de agua; El cuerpo de un hombre de 20 años fue recuperado en el condado de Brevard, Florida, después de que se ahogó, demorándose en Carolina del Sur durante unos días, Bonnie trajo fuertes lluvias e inundaciones generalizadas al sureste de los Estados Unidos. Los totales de lluvia alcanzaron 6 pulgadas (150 mm) en gran parte de Carolina del Sur, y excedieron las 10 pulgadas (250 mm) en algunas áreas. Las inundaciones resultaron en el cierre de los carriles hacia el sur de la Interestatal 95 en el Condado de Jasper, y también inundaron la Oficina del Sheriff del Condado de Jasper y el Centro de Detención. En Ridgeland, varios edificios fueron dañados y la planta local de tratamiento de aguas residuales se desbordó, derramando descargas en el cercano Capitán Bill Creek. El daño solo en este condado superó los $640,000. Se observó una lluvia récord en gran parte de los Outer Banks; En la isla Hatteras, el campamento Cape Point estuvo cerrado por una semana debido a las inundaciones. En Carolina del Norte, el cuerpo de un hombre de 21 años fue recuperado en el condado de New Hanover, varios días después de su desaparición debido a las fuertes olas.

### Tormenta tropical Colin
El 27 de mayo, una ola tropical salió de la costa de África. A principios de junio, la ola entró en el Mar Caribe y generó un sistema de baja presión. La baja permaneció desorganizada con solo convección aislada, principalmente en el cuadrante oriental. La convección comenzó a envolverse en el centro a medida que la tormenta se curvaba hacia el norte hacia el Golfo de México el 3 de junio. Después de que la baja sobrepasara la península de Yucatán el 5 de junio, el Centro Nacional de Huracanes (NHC) la actualizó a la depresión tropical Tres. Más tarde ese día, la depresión se intensificó en la tormenta tropical que fue nombrada Colin. Curvándose gradualmente hacia el noreste, Colin permaneció desorganizado mientras aceleraba hacia la costa de Florida el 6 de junio. El Centro Nacional de Huracanes (NHC) señaló que había incertidumbre en la ubicación del centro de circulación, en lugar de tomar el punto medio entre dos circulaciones a pequeña escala. Sin embargo, el Centro Nacional de Huracanes (NHC) aumentó los vientos a 50 mph (85 km/h) después de una fuerte explosión en la convección de Colin. Colin continuó acelerando hacia el noreste y tocó tierra cerca de Keaton Beach, Florida, a las 02:00 UTC del 7 de junio. Al no debilitarse sobre la tierra, Colin comenzó a experimentar una transición extratropical después de que la circulación cada vez más mal definida se alejó de la costa de Georgia, y se volvió completamente extratropical horas después.
En Cuba, las fuertes lluvias provocaron inundaciones en las partes occidentales de la isla, especialmente en la provincia de Pinar del Río. El agua dejó varios caminos de cultivos intransitables e inundables en algunas áreas; se inundaron aproximadamente 840,000 acres (340,000 ha) de cultivos en general. En La Habana Vieja, los deslizamientos de tierra dañaron severamente tres hogares e impactaron a muchos otros en menor grado.. La tormenta también produjo fuertes lluvias en partes de Florida, lo que provocó inundaciones en algunas áreas, especialmente en los condados de Hillsborough y Pinellas. Allí, las inundaciones de agua dulce se vieron agravadas por las inundaciones costeras de las mareas altas. Los vientos causaron más de 93,300 apagones en todo el estado. La tormenta generó al menos un tornado, que derribó árboles y dañó varios autos y casas en Jacksonville. Cuatro fallecimientos ocurrieron en el Panhandle de Florida debido a ahogamiento. También se observaron fuertes lluvias en porciones de Georgia, Carolina del Norte y Carolina del Sur. Dos muertes por ahogamiento adicionales ocurrieron en Georgia y una en Alabama. El daño en toda la costa este alcanzó los $1.04 millones.

### Tormenta tropical Danielle
Una ola tropical emergió de la costa occidental de África el 8 de junio, llegando al suroeste del Mar Caribe el 15 de junio. La convección aumentó ese día y se organizó aún más después de que el sistema ingresara a la Bahía de Campeche tres días después, lo que posteriormente condujo a la formación de un depresión tropical a las 12:00 UTC del 19 de junio. Dirigida al oeste-noroeste y luego al noroeste por una cresta de nivel medio, la depresión se intensificó en la tormenta tropical que fue nombrada Danielle a las 06:00 UTC del 20 de junio y alcanzó vientos máximos de 45 mph (75 km/h) seis horas después. La interacción con la tierra comenzó a debilitar la tormenta unas horas más tarde, y Danielle tocó tierra cerca de Tamiahua en México, con vientos de 40 mph (65 km/h). La tormenta se debilitó rápidamente a medida que avanzaba tierra adentro, cayendo a la intensidad de la depresión tropical a las 00:00 UTC del 21 de junio y degenerando en un remanente bajo seis horas más tarde. El remanente bajo continuó tierra adentro antes de disiparse sobre las montañas del este de México ese mismo día.
Se emitió una advertencia de tormenta tropical a lo largo de la costa de México desde Laguna Verde hasta Río Paranuco. Más tarde se suspendió cuando Danielle se mudó a tierra y se debilitó rápidamente. Danielle arrojó fuertes lluvias en las regiones afectadas, particularmente en las áreas cercanas a Veracruz y Tamiahua. No se informaron las cantidades oficiales, sin embargo, la precipitación máxima que se observó fue de alrededor de 6.22 pulgadas (158 mm) en Cosautlán de Carvajal. El ciclón también trajo ráfagas de viento de hasta 45 mph (72 km/h), reportadas cerca de Tampico. En gran parte de Veracruz, los funcionarios suspendieron las actividades escolares y el puerto de Veracruz se cerró temporalmente. Las inundaciones en el municipio de Pueblo Viejo afectaron a 1.200 familias y provocaron la activación de refugios públicos. Un hombre sin hogar se ahogó en un desagüe pluvial en Ciudad Madero en Tamaulipas, después de que las inundaciones repentinas afectaron el área.

### Huracán Earl
El 26 de julio, una ola tropical surgió en el Atlántico desde la costa oeste de África. El rápido movimiento de la perturbación impidió un desarrollo significativo durante varios días. Para el 2 de agosto, un avión de reconocimiento reportó una circulación cerrada y vientos de fuerza de tormenta tropical. Como resultado, la perturbación se convirtió en la tormenta tropical Earl alrededor de las 06:00 UTC. Dirigido generalmente hacia el oeste por una cresta sobre el sur de los Estados Unidos, Earl se intensificó en medio de las cálidas temperaturas del océano y el bajo cizallamiento, alcanzando una intensidad de huracán y alcanzando un pico de vientos de 85 mph (140 km/h) el 3 de agosto. Earl golpeó el Cayo Turneffe en Belice alrededor del 04:00 UTC del 4 de agosto y luego tocó tierra al sur de la ciudad de Belice unas dos horas más tarde. Se debilitó rápidamente sobre tierra, pero emergió en la Bahía de Campeche el 5 de agosto como una tormenta tropical mínima. Una misión de los cazadores de huracanes voló a Earl más tarde el 5 de agosto, midiendo vientos de 60 mph (95 km/h). El ciclón tocó tierra a esa intensidad cerca de Veracruz en México, alrededor de las 02:00 UTC del 6 de agosto. Una vez tierra adentro, Earl se debilitó rápidamente, cayendo a la intensidad de la depresión tropical a las 12:00 UTC y se disipó a las 18:00 UTC.
El precursor de Earl trajo fuertes lluvias y vientos racheados a las Antillas Menores y las Antillas Mayores. Los fuertes vientos en la República Dominicana derribaron una línea eléctrica en un autobús y posteriormente provocaron un incendio que mató a seis personas. Un accidente de barco en la bahía de Samaná mató a siete personas. Se informaron impactos significativos en Belice después de que Earl se mudó a tierra como huracán, incluidos árboles y líneas eléctricas caídos, transformadores explotados, techos dañados o arrancados, inundaciones costeras y continentales, y una fuerte marejada ciclónica. Unas 2.000 viviendas fueron dañadas o destruidas en todo Belice. Los daños en el país alcanzaron alrededor de $110 millones. En México, las inundaciones y los deslizamientos de tierra causaron daños graves y muchas muertes, especialmente en Puebla y Veracruz. En el primero, los deslizamientos de tierra dañaron cientos de hogares, incluidos 350 en el pueblo de Chicahuaxtla. Huauchinango observó un mes de precipitaciones en solo 24 horas, lo que resultó en deslizamientos de tierra que mataron al menos a 13 personas. En todo Puebla, hubo al menos 41 muertes. En Veracruz, Earl y los deslizamientos de tierra resultantes dañaron unas 6.300 casas y 26 carreteras, mientras que ocurrieron 13 muertes. En general, Earl dejó daños por $ 132 millones y 81 muertes en México, con otras 10 personas desaparecidas.

### Tormenta tropical Fiona
A fines del 14 de agosto, el Centro Nacional de Huracanes (NHC) comenzó a monitorear una ola tropical y su convección asociada frente a la costa oeste de África para un posible desarrollo. Dirigida hacia el noroeste hacia una debilidad en la cresta subtropical sobre el Atlántico central, la ola se organizó lo suficiente como para convertirse en una depresión tropical a las 18:00 UTC del 16 de agosto. La depresión se organizó lentamente después de la formación y se desarrolló una característica central densa y nublada, con el sistema convirtiéndose en la tormenta tropical Fiona a las 12:00 UTC del 17 de agosto. A pesar de la fuerte cizalladura del oeste, el abundante aire seco de nivel medio y la apariencia satelital despeinada, un pase de dispersómetro avanzado (ASCAT) indicó una velocidad máxima sostenida del viento de 50 mph (85 km/h) a principios del 19 de agosto. Aunque esporádicas ráfagas de convección continuaron en medio del ambiente hostil, Fiona se debilitó a una depresión tropical a las 06:00 UTC del 22 de agosto y degeneró en un remanente bajo temprano el 23 de agosto a unos 375 millas (605 km) al sursudoeste de las Bermudas. Los restos se fusionaron con una zona frontal debilitada cerca de Bermudas el 25 de agosto.

### Huracán Gaston
El 17 de agosto de 2016, el Centro Nacional de Huracanes (NHC) destacó el potencial de la ciclogénesis tropical en la costa occidental de África en los días posteriores. Un área débil de baja presión asociada con una ola tropical emergió hacia el Atlántico oriental tres días después,  y la perturbación se fusionó constantemente en una depresión tropical a las 12:00 UTC del 22 de agosto, aproximadamente a 305 millas (490 km) al suroeste del Cabo Verde. La depresión se organizó mientras se dirigía hacia el noroeste, intensificándose en la tormenta tropical Gaston seis horas después y alcanzando intensidad de huracán a las 12:00 UTC del 24 de agosto, de acuerdo con datos de satélites y un avión no tripulado Global Hawk de la NASA. Después de su pico inicial de intensidad, la apariencia satelital de Gaston comenzó a degradarse a medida que un nivel superior bajo impartía una fuerte cizalladura hacia el suroeste sobre el ciclón, lo que hace que se debilite de nuevo a una tormenta tropical. Los vientos de nivel superior disminuyeron a principios del 27 de agosto, y un pase de microondas oportuno destacó la presencia de un ojo de bajo nivel bien incrustado en la densa capa central de la tormenta, lo que indica la reanudación de la fase de intensificación de Gaston.
Aunque Gastón continuó hacia el noroeste, su movimiento se ralentizó en un régimen de dirección débil. En medio de la baja cizalladura y las cálidas temperaturas del océano, Gaston alcanzó la intensidad del huracán por segunda vez a las 18:00 UTC del 27 de agosto. Aproximadamente 24 horas después, la tormenta se convirtió en un huracán categoría 3 en la escala de huracanes de Saffir-Simpson, el primer huracán importante de la temporada, a las 18:00 UTC del día siguiente. Con un anillo simétrico de convección profunda que rodea un ojo distinto, Gaston finalmente alcanzó su punto máximo con vientos sostenidos de 120 mph (195 km/h) seis horas más tarde. Un canal de nivel medio que se mueve hacia el sureste a través del Atlántico Norte erosionó una serie de crestas que conducían a Gaston, haciendo que el sistema se desviara hacia el norte y el noreste. La corriente de agua fría y un ciclo de reemplazo de la pared del ojo causaron que Gaston se debilitara el 29 de agosto, aunque el ciclón se intensificó inesperadamente a 120 mph (195 km / h) por segunda vez alrededor de las 00:00 UTC del 31 de agosto. Más tarde ese día, comenzó a encontrar aguas cada vez más frías y una cizalladura más alta, lo que provocó que la tormenta cayera por debajo del estado de huracán mayor a las 18:00 UTC del 31 de agosto, y por debajo de la intensidad del huracán a las 12:00 UTC del 2 de septiembre. Las condiciones desfavorables continuas hicieron que se disipara la convección profunda, y Gaston hizo la transición a un ciclón extratropical cuando su centro rozó la Isla de Flores a las 18:00 UTC. La circulación remanente de Gaston se disipó 24 horas más tarde al noroeste de las Azores.

### Depresión tropical Ocho
Una amplia presión baja se desarrolló el 26 de agosto cuando un límite frontal se detuvo cerca de Bermudas y se debilitó. A principios del 27 de agosto, el nivel bajo se definió bien, pero carecía de convección suficiente y estuvo plagado de condiciones desfavorables como el aire seco y la cizalladura moderada del viento. Sin embargo, un gran estallido de convección cerca y al oeste del centro provocó la actualización a la depresión tropical Ocho a las 12:00 UTC del 28 de agosto, a unos 560 km al sureste de Cabo Hatteras, Carolina del Norte. Una cresta al norte condujo la depresión hacia el oeste en un área de cizalladura moderada del viento. A fines del 28 de agosto, el centro quedó expuesto a la convección, pero la convección aumentó nuevamente después de aproximadamente 24 horas. Al acercarse a la costa de Carolina el 30 de agosto, una debilidad en la cresta subtropical hizo que la depresión se desacelerara y girara hacia el norte; su aproximación más cercana a los Estados Unidos fue de 60 millas (95 km) al sur-sureste del cabo Hatteras más tarde ese día. La depresión luego giró hacia el este en respuesta a enredarse en los vientos del oeste de latitud media. A medida que se aceleraba, la circulación comenzó a alargarse. La depresión degeneró en un canal de baja presión a las 00:00 UTC del 1 de septiembre. Los restos fueron absorbidos en un sistema frontal el 2 de septiembre.
El precursor bajo cayó aproximadamente 1.4 pulgadas (36 mm) de lluvia en Bermudas, provocando algunas inundaciones localizadas. A medida que la depresión se acercaba a la costa, se emitió una alerta de tormenta tropical para Cape Lookout a Oregon Inlet, Carolina del Norte, a principios del 29 de agosto. Esto luego se actualizó a una advertencia con la adición de incluir el sonido Pamlico. Como la depresión no se intensificó y se alejó de la costa, las advertencias se suspendieron a las 00:00 UTC del 31 de agosto. Solo hubo informes de algunas lluvias, vientos racheados y olas menores en los Outer Banks.

### Huracán Hermine
Una ola tropical surgió en el Atlántico desde la costa oeste de África entre el 16 y el 17 de agosto. La ola no se desarrolló durante varios días debido a su rápido movimiento y aire seco. La convección profunda finalmente se consolidó y finalmente se desarrolló una circulación para el 28 de agosto, con una depresión tropical desarrollándose a las 18:00 UTC, aproximadamente a 60 millas (100 km) al sur-sureste de Key West, Florida. Inicialmente, la depresión se movió hacia el oeste, hasta que una ruptura en una cresta hizo que se moviera hacia el noreste a principios del 31 de agosto. Alrededor de ese tiempo, el ciclón se intensificó en la tormenta tropical Hermine. La tormenta se intensificó constantemente en un huracán de categoría 1 de 80 mph (130 km/h) a principios del 2 de septiembre, convirtiéndose en el primer huracán en formarse en el Golfo de México desde el huracán Ingrid en 2013. Hermine tocó tierra cerca de St. Marks, Florida, a las 05:30 UTC. Después de mudarse tierra adentro, Hermine se debilitó rápidamente y se convirtió en un ciclón extratropical el 3 de septiembre cerca de los Outer Banks de Carolina del Norte. El sistema remanente serpenteó en alta mar en el noreste de los Estados Unidos antes de disiparse en el sureste de Massachusetts el 8 de septiembre.
El sistema precursor arrojó fuertes precipitaciones en partes del Caribe, especialmente República Dominicana y Cuba. En el primero, la tormenta dañó más de 200 hogares y desplazó a más de 1,000 personas. Aunque algunas áreas de Cuba registraron más de 12 pulgadas (300 mm) de lluvia, la precipitación fue generalmente beneficiosa debido a una sequía severa. En Florida, las mareas anormalmente altas y las fuertes precipitaciones a lo largo de la costa del golfo causaron daños significativos. En el condado de Citrus, una de las peores áreas afectadas, se dañaron 2.694 estructuras, de las cuales 531 sufrieron daños graves, mientras que los daños alcanzaron los $102 millones. Inundaciones similares de agua dulce y costera ocurrieron en el condado de Pasco, donde 7 casas fueron destruidas, 305 sufrieron daños mayores y 1,564 recibieron daños menores. Los vientos principalmente dejaron apagones y derribaron árboles, algunos de los cuales cayeron sobre edificios y vehículos. Unas 325,000 personas quedaron sin electricidad. Cerca de Ocala, un árbol cayó sobre la tienda de un indigente, matándolo. Las inundaciones y los vientos bastante fuertes en otros estados como Georgia, Carolina del Sur y Carolina del Norte causaron daños adicionales, pero en menor medida. Cada persona sin vida ocurrió en Carolina del Sur y Carolina del Norte. En Nueva York, dos pescadores se ahogaron cerca del río Wading en Long Island debido a las fuertes olas. En general, Hermine causó alrededor de $550 millones en daños en los Estados Unidos.

### Tormenta tropical Ian
El 5 de septiembre, el Centro Nacional de Huracanes (NHC) indicó que el desarrollo de un ciclón tropical era posible en el Atlántico este durante los días posteriores. Una ola tropical emergió de la costa oeste de África el 6 de septiembre, uniéndose lentamente en la tormenta tropical Ian a las 06:00 UTC del 12 de septiembre. Dirigido hacia el norte y el noreste por un canal de nivel superior que se aproximaba, el ciclón luchó dentro de un entorno de alto cizallamiento, con su centro de bajo nivel desplazado al oeste de su convección asociada. Un canal superior se superpuso con el centro de la tormenta a fines del 14 de septiembre, produciendo una apariencia más subtropical en el satélite convencional. Como resultado, Ian hizo una breve transición a una tormenta subtropical alrededor de las 18:00 UTC, pero recuperó características tropicales solo 18 horas después mientras se alejaba del noreste del canal mencionado anteriormente. A las 06:00 UTC del 16 de septiembre, se hizo evidente un pequeño ojo de nivel medio e Ian comenzó a intensificarse, con vientos que alcanzaron 60 mph (95 km/h) en ese momento. Sin embargo, la convección profunda pronto se disipó cuando el aire frío se envolvió en el centro, marcando la transición de Ian hacia un ciclón extratropical alrededor de las 12:00 UTC. El 17 de septiembre, los restos de Ian fueron absorbidos por un ciclón extratropical más grande y pronto se disiparon.

### Tormenta tropical Julia
El 1 de septiembre, una onda tropical ingresó al Atlántico desde la costa oeste de África. Se desarrolló un área de baja presión después de un estallido de convección cerca de las Islas de Sotavento alrededor del 6 de septiembre, pero el aire seco y la cizalladura del viento inhibieron un mayor desarrollo. A las 06:00 UTC del 13 de septiembre, el sistema mantuvo la organización suficiente para convertirse en una depresión tropical. Alrededor de ese tiempo, tocó tierra en Jensen Beach, Florida con vientos máximos de 55 km/h. A pesar de estar tierra adentro, la depresión se intensificó hasta convertirse en la Tormenta tropical Julia sobre Jacksonville y alcanzó su punto máximo con vientos de 85 km/h (50 mph) poco después. El ciclón se desplazó hacia el norte-noroeste y luego hacia el noreste, desplazándose frente a la costa del sureste de los Estados Unidos el 14 de septiembre. Se produjo un bucle ciclónico a medida que se desarrollaba un fuerte aire del oeste en la región. La fuerte cizalladura del viento provocó fluctuaciones en la intensidad, mientras que hubo ráfagas de convección alrededor del centro desorganizado. Para finales del 18 de septiembre, el centro de Julia estaba desprovisto de convección fuerte, ya que las bandas de lluvia disminuyeron rápidamente y pronto se degradaron en un remanente bajo cerca de la costa este de los Estados Unidos. Los restos se disiparon sobre el este de Carolina del Norte el 21 de septiembre.
En sus etapas precursoras y tempranas, la tormenta causó daños por vientos e inundaciones generalmente menores en Florida, Georgia y Carolina del Sur debido a su estructura asimétrica y su intensidad bastante débil. Partes de Carolina del Norte recibieron hasta 12 pulgadas (300 mm) de lluvia, mientras que 18 pulgadas (460 mm) cayeron en el área de Hampton Roads en Virginia. Un total de 63 personas tuvieron que ser rescatadas de sus hogares y 61 fueron evacuadas de hogares de ancianos. En Carolina del Norte, El gobernador Pat McCror declaró estado de emergencia en 11 condados. Las escuelas se cerraron en los condados de Bertie, Currituck y Hertford.

### Tormenta tropical Karl
Una onda tropical emergió en el Atlántico desde la costa oeste de África el 12 de septiembre. La onda se organizó de manera constante mientras pasaba por las islas de Cabo Verde y alcanzó una organización suficiente para ser declarada depresión tropical a las 06:00 UTC del 14 de septiembre.  Una fuerte cizalladura afectó al ciclón, con su circulación de bajo nivel fuera de lugar debido a la convección. Sin embargo, a las 06:00 UTC del 15 de septiembre, un estallido significativo de convección profunda provocó la actualización de la depresión a Tormenta tropical Karl. El ciclón continuó hacia el oeste durante varios días a través del Atlántico central desfavorable, con la convección cortada hacia el noreste y la circulación ocasionalmente se volvió poco definida. A pesar de las continuas predicciones de intensificación en un poderoso huracán, Karl sucumbió a las condiciones hostiles y ni siquiera llegó a ser huracán y se debilitó a una depresión tropical alrededor de las 06:00 UTC del 21 de septiembre cuando pasó cerca de un mínimo en el nivel superior. Sin embargo, al día siguiente, la baja en el nivel superior se alejó hacia el sur, lo que provocó una reducción de la cizalladura que permitió que el sistema volviera a alcanzar la intensidad de tormenta tropical mientras se curvaba cerca de las Bermudas. Acelerándose hacia el este-noreste, Karl continuó fortaleciéndose y alcanzó su máxima intensidad con vientos máximos de 110 km/h (70 mph) temprano el 25 de septiembre. Sin embargo, el aire frío invadió la circulación de bajo nivel a las 12:00 UTC de ese día, marcando la transición de Karl a un ciclón extratropical a cientos de kilómetros al sur de Terranova, Canadá. La baja remanente de Karl continuó hacia el noreste sobre el Atlántico Norte y fue absorbida por otro sistema extratropical a principios del 26 de septiembre.
En las Bermudas, unas 800 personas se quedaron sin electricidad indirectamente a causa de la tormenta debido a una falla en la línea principal de la isla. De lo contrario, el daño fue relativamente menor. Se observaron vientos sostenidos de 46 mph (74 km/h) y ráfagas de más de 68 mph (109 km/h), junto con 4,71 pulgadas (120 mm) de lluvia; esto contribuyó al septiembre más lluvioso registrado en las Bermudas. Las marejadas de larga duración de Karl llegaron a la costa este de los Estados Unidos cuando la tormenta se adentró en el mar.

### Tormenta tropical Lisa
El 14 de septiembre, el NHC notó el potencial de desarrollo de ciclones tropicales en el Atlántico este más adelante en la semana. Una onda tropical se movió frente a la costa oeste de África el 16 de septiembre y se convirtió en una depresión tropical a las 12:00 UTC del 19 de septiembre, a unas 225 millas (360 km) al oeste-suroeste de las islas más al sur de Cabo Verde. El 20 de septiembre, la depresión se fortaleció a la tormenta tropical Lisa. Alrededor de las 12:00 UTC del 22 de septiembre, Lisa alcanzó su punto máximo con vientos sostenidos de 85 km/h (50 mph) y una presión mínima de 999 mbar. La tormenta pronto comenzó a debilitarse debido al aumento de la cizalladura del viento, pero Lisa se fortaleció brevemente el 24 de septiembre. Lisa logró mantener la intensidad de la tormenta tropical mientras luchaba contra condiciones desfavorables hasta la madrugada del 25 de septiembre, debilitándose hasta convertirse en una depresión tropical en ese momento. Lisa se convirtió en un mínimo remanente a las 06:00 UTC de ese día.  Los remanentes fueron monitoreados por posible regeneración, pero no se volvió a desarrollar y se disipó más tarde ese día.

### Huracán Matthew
El 22 de septiembre, el Centro Nacional de Huracanes (NHC) anuncia la formación de una onda tropical de baja latitud en el extremo oriental en el Atlántico con posible desarrollo tropical. Propulsada hacia el oeste y, a continuación, hacia el noroeste, en una zona de alta presión al este de las Bermudas, la onda adquirió organización, estableciéndose una gran zona de convección alrededor del centro y convirtiéndose en un ciclón tropical. El 27 de septiembre, un avión de reconocimiento del Cazadores de huracanes encontró vientos cerca de fuerza de tormenta tropical. El 28 de septiembre, otro vuelo de cazahuracanes encuentra vientos de 60 mph (95 km/h). A las 12:00 UTC del 28 de septiembre la onda tropical se convirtió en la tormenta tropical Matthew cerca de Barbados el 28 de septiembre. Continuando hacia el oeste bajo la influencia de una cresta de nivel medio, la tormenta se intensificó constantemente hasta alcanzar la intensidad de huracán a las 18:00 UTC del 29 de septiembre. Los efectos de la cizalladura del viento del suroeste inesperadamente disminuyó tarde ese día, y Matthew comenzó un período de rápida intensificación. Durante un período de 24 horas que comenzó a las 00:00 UTC del 30 de septiembre, los vientos máximos del ciclón se duplicaron con creces, de 130 km/h (80 mph) a 270 km/h (165 mph) a las 00:00 UTC del 1 de octubre, convirtiendo a Matthew en un huracán de categoría 5, el primero desde el Huracán Félix en 2007., Debido al afloramientode aguas más frías, Matthew se debilitó a huracán de categoría 4 más tarde el 1 de octubre. Matthew siguió siendo un poderoso huracán de categoría 4 durante varios días. A las 00:00 UTC del 4 de octubre Matthew alcanzó su presión más baja con 934 mbar y tocó tierra cerca de Les Anglais, Haití, alrededor de las 11:00 UTC de ese día como categoría 4 con vientos de 240 km/h (150 mph) y una presión mínima de 934 mbar. Continuando hacia el norte, el ciclón golpeó Maisí en Cuba cerca de las 00:00 UTC del 5 de octubre como categoría 4 mínimo con vientos de 215 km/h (130 mph) y una presión mínima de 949 mbar. El terreno montañoso de Cuba y Haití debilitó a Matthew a la categoría 3, mientras comenzaba a acelerar hacia el noroeste a través de las Bahamas.
El fortalecimiento se produjo a medida que la circulación de Matthew se organizaba mejor, y la tormenta se convirtió nuevamente en un huracán de categoría 4 al pasar por Freeport, Bahamas al mediodía del 6 de octubre. A las 00:00 UTC del 7 de octubre, Matthew tocó tierra en West End, Bahamas con vientos máximos sostenidos de 215 km/h (130 mph) y una presión de 937 mbar. Sin embargo, Matthew comenzó a debilitarse continuamente, nuevamente cuando tuvo lugar un ciclo de reemplazo de la pared del ojo. La tormenta se debilitó significativamente mientras seguía de cerca las costas de Florida y Georgia, con la parte noroeste de la pared exterior del ojo tocando tierra en Florida mientras el sistema era un huracán de categoría 3. Matthew se debilitó a huracán de categoría 2 a última hora del 7 de octubre y luego a huracán de categoría 1 a las 12:00 UTC del 8 de octubre. Unas tres horas después, a las 15:00 UTC, el huracán tocó tierra en el Refugio Nacional de Vida Silvestre Cape Romain, cerca de McClellanville, Carolina del Sur, con vientos de 140 km/h (85 mph) y una presión de 963 mbar. La convección se desplazó cuando Matthew se alejó de la tierra, y la tormenta se volvió extratropical a unas 200 millas (320 km) al este de Cabo Hatteras, Carolina del Norte, a las 12:00 UTC del 9 de octubre.
Fuertes lluvias y fuertes vientos azotaron las Antillas Menores. Los vientos provocaron cortes de energía generalizados y daños en los cultivos, particularmente en Santa Lucía, mientras que las inundaciones y los deslizamientos de tierra causados por las lluvias dañaron muchas casas y carreteras. Una persona murió en San Vicente y las Granadinas cuando fue aplastada por una roca. La tormenta trajo precipitaciones a la Península de la Guajira de  Colombia, que vio su primer evento de lluvia intensa en tres años. En Haití, las inundaciones y los fuertes vientos interrumpieron las telecomunicaciones y destruyeron grandes extensiones de tierra; alrededor del 80% de Jérémie sufrió daños importantes. Matthew dejó alrededor de $1.9 mil millones en daños y al menos 546 muertes en Haití. Fuertes lluvias se extendieron hacia el este a través de la República Dominicana, donde cuatro personas murieron. Los efectos en Cuba fueron más severos a lo largo de la costa, donde la marejada ciclónica causó grandes daños y las pérdidas totales en el país ascendieron a $2.580 millones, la mayoría de las cuales ocurrieron en la provincia de Guantánamo. Al pasar por las Bahamas como un gran huracán, Matthew causó severos impactos en varias islas, particularmente en Gran Bahama, donde se estima que el 95 % de las viviendas sufrieron daños en los municipios de Eight Mile Rock y Holmes Rock. En Florida, gran parte del daño ocurrido fue causado por fuertes vientos y marejadas ciclónicas en las partes centro-este y noreste del estado. Alrededor de 1,2 millones de personas se quedaron sin electricidad. Los daños en Florida superaron los 2750 millones de dólares y hubo 12 muertes. Un adicional de 1,3 millones de personas se quedaron sin electricidad en Georgia y Carolina del Sur combinados. Las lluvias torrenciales causaron graves inundaciones, especialmente en Carolina del Norte y Carolina del Sur, donde algunos ríos superan las alturas récord establecidas por el Huracán Floyd y el huracán Okeechobee de 1928. En Carolina del Norte, 100.000 estructuras se inundaron y los daños alcanzaron los 1.500 millones de dólares. En general, Matthew causó al menos 603 muertes y alrededor de $ 15.1 mil millones en daños.

### Huracán Nicole
Una onda tropical se convirtió en la Tormenta tropical Nicole a unas 850 km (530 millas) al noreste de San Juan, Puerto Rico, a principios del 4 de octubre según un paso de ASCAT que reveló una circulación superficial bien definida y vientos de hasta 85 km/h (50 mph). El Centro Nacional de Huracanes (NHC) pronosticó solo un fortalecimiento gradual a medida que la tormenta se movía lentamente hacia el norte debido a las débiles corrientes de dirección. Sin embargo, poco después, Nicole continuó intensificándose a pesar de las condiciones hostiles y se convirtió en un huracán de categoría 1. Luego se hizo visible un ojo en las alturas de los niveles medio y superior, y Nicole se fortaleció rápidamente a un huracán de categoría 2 al sur de las Bermudas, cuando los vientos alcanzaron una velocidad de 165 km/h (105 mph) temprano el 7 de octubre. Con Matthew ubicado en la costa de Florida, esta fue la primera vez desde 1964 que dos huracanes de categoría 2 o superior existieron simultáneamente en el océano Atlántico occidental (65°O). Sin embargo, Nicole se vio afectada por la cizalladura del viento, y el ojo pronto dejó de ser visible y la convección disminuyó. Nicole se debilitó rápidamente a una fuerte tormenta tropical el 7 de octubre. Se produjo un mayor debilitamiento a medida que avanzaba hacia el sur, y para el 8 de octubre, la circulación quedó expuesta y el sistema era apenas una tormenta tropical, con toda la convección desplazada hacia el sur. Más tarde ese día, un fuerte e inesperado estallido de convección estalló sobre el centro, y Nicole nuevamente se volvió más organizada cuando comenzó a girar hacia el norte.
La intensificación gradual continuó a lo largo de los días siguientes antes de detenerse brevemente, luego se reanudó el 11 de octubre cuando la tormenta giró hacia las Bermudas y se volvió a fortalecer a la categoría 1. El 12 de octubre, Nicole volvió a convertirse en un huracán de categoría 2. Más tarde, ese mismo día, Nicole se convirtió en un gran huracán al alcanzar una intensidad de categoría 3 en la escala de huracanes de Saffir-Simpson. Al día siguiente, Nicole se fortaleció brevemente hasta convertirse en un huracán de categoría 4 llegando a su máxima intensidad, con vientos máximos sostenidos de 220 km/h (140 mph). Sin embargo, la tormenta se debilitó nuevamente a un huracán de categoría 3 varias horas después debido al aumento de la cizalladura vertical del viento. A las 15:00 UTC del 13 de octubre, el ojo del huracán pasó bien cerca de las Bermudas, donde la estación de superficie automatizada midió vientos sostenidos de 87 mph (~140 km/h) y una ráfaga que alcanzó las 119 mph (192 km/h). A las 06:00 UTC del 14 de octubre, la cizalladura del viento del suroeste redujo el sistema al estado de Categoría 1. La tormenta comenzó a debilitarse lentamente al día siguiente, cayendo a una intensidad de tormenta tropical a principios del 18 de octubre. Nicole pasó a ser un ciclón extratropical a las 06:00 UTC más tarde ese día mientras se encontraba justo al este de Terranova, Canadá.

### Huracán Otto
El día 14 de noviembre, el Centro Nacional de Huracanes (CNH) pronosticó la posibilidad de la formación de un área de baja presión en el extremo suroeste del Mar Caribe en los días siguientes. Sobre el día siguiente, la baja presión empezó a coalescer. Guiado por una cresta extremadamente débil, la baja presión permaneció estcionado al norte de la costa panameña por unos días. Sin embargo, en la madrugada del 19 de noviembre, el sistema tuvo un dramático incremento de su actividad tormentosa. La convección luego se disipó, sin embargo, las condiciones aún eran favorables para un desarrollo por lo menos unos 5 días. El 20 de noviembre, un avión cazahuracanes, examinó al sistema y encontró un centro de circulación bien definido, aunque, no poseía suficiente convección para ser clasificado como un ciclón tropical. El NHC, afirmó que, de incrementarse su actividad tormentosa resultaría en iniciar avisos sobre tal fenómeno. En la tarde de ese día, se observaron bandas nubosas y actividad tormentosa y a las 18:00 UTC se convirtió en la Depresión tropical Dieciséis a unas 120 millas (190 km) al norte de Colón, Panamá . Impulsada por aguas cálidas y un buen flujo, la depresión se intensificó hasta convertirse en la Tormenta tropical Otto a las 06:00 UTC del 21 de noviembre. Otto se convirtió en huracán el 23 de noviembre mientras se desplazaba hacia el oeste; esta fue la última fecha en que un ciclón tropical alcanzó esa intensidad sobre el Mar Caribe, un día después del récord anterior establecido por el Huracán Martha en 1969. Otto se intensificó rápidamente durante el día siguiente alcanzando su máxima intensidad como un huracán de categoría 3 con vientos de 185 km/h (115 mph) y una presión de 975 mbar a las 12:00 UTC del 24 de noviembre y a las 17:30 UTC, tocó tierra en la costa sur de Nicaragua en su máxima intensidad. Este fue el huracán que tocó tierra más al sur de América Central. Se produjo un debilitamiento cuando Otto se trasladó tierra adentro. Alrededor de las 03:30 UTC del 25 de noviembre, Otto salió al Pacífico oriental , marcando la primera vez que un ciclón tropical sobrevivió al paso del Atlántico al Pacífico oriental desde el Huracán Cesar-Douglas en 1996.
En Panamá, las bandas exteriores de Otto trajeron fuertes precipitaciones y fuertes vientos. El huracán dejó ocho muertos en el país, uno después de que una casa fuera golpeada por la caída de un árbol en Ciudad de Panamá, tres por derrumbes, dos por ahogamiento en un río crecido por la lluvia y otros dos por el hundimiento del barco Jessica. Generalmente, se observaron precipitaciones de 3 a 6 pulgadas (76 a 152 mm) en Nicaragua. En todo el país, Otto dañó 857 casas, 8 escuelas y 2 centros de salud. Alrededor de 5600 pies (1700 m) de líneas eléctricas resultaron dañadas, lo que provocó cortes de energía y agua. En Costa Rica, la precipitación alcanzó un máximo de 12,11 pulgadas (308 mm) en el Volcán Miravalles. Inundaciones y deslizamientos de tierra dejaron aisladas a 42 comunidades y dañaron 14 sistemas de agua. Los daños alcanzaron al menos $15 millones y hubo 10 muertes.

## Estadísticas de temporada
Esta es una tabla de todas los sistemas que se han formado en la temporada de 2016. Incluye su duración, nombres, áreas afectada(s), indicados entre paréntesis, daños y muertes totales. Las muertes entre paréntesis son adicionales e indirectas, pero aún estaban relacionadas con esa tormenta. Los daños y las muertes incluyen totales mientras que la tormenta era extratropical, una onda o un baja, y todas las cifras del daño están en USD 2016.
| DT | TT | 1 | 2 | 3 | 4 | 5 |

| Nombre                  | Fechas activo                   | Categoría de tormenta en intensidad máxima | Vientos máx. (km/h) | Presión min (hPa) | ACE      | Áreas afectadas                  | Áreas afectadas  | Áreas afectadas | Daños (en millones USD) | Muertos |
| Nombre                  | Fechas activo                   | Categoría de tormenta en intensidad máxima | Vientos máx. (km/h) | Presión min (hPa) | ACE      | Lugar                            | Fecha            | Vientos (km/h)  | Daños (en millones USD) | Muertos |
| ----------------------- | ------------------------------- | ------------------------------------------ | ------------------- | ----------------- | -------- | -------------------------------- | ---------------- | --------------- | ----------------------- | ------- |
| Alex                    | 12 – 15 de enero                | Huracán categoría 1                        | 140 (85)            | 981               | 4.1725   | Isla Terceira, Islas Azores      | 15 de enero      | 100 (65)        | N/A                     | 0       |
| Bonnie                  | 27 de mayo – 4 de junio         | Tormenta tropical                          | 75 (45)             | 1006              | 1.055    | Isla de Palma, Carolina del Sur  | 29 de mayo       | 55 (35)         | $640 000                | 1       |
| Colin                   | 5 – 7 de junio                  | Tormenta tropical                          | 85 (50)             | 1001              | 1.215    | Keaton Beach, Florida            | 7 de junio       | 85 (50)         | $10 000                 | 5       |
| Danielle                | 19 – 21 de junio                | Tormenta tropical                          | 75 (45)             | 1007              | 0.405    | Tamiahua, Veracruz, México       | 20 de junio      | 65 (40)         | N/A                     | 1       |
| Earl                    | 2 – 6 de agosto                 | Huracán categoría 1                        | 140 (85)            | 979               | 4.59     | Turnleffe Caye, Belice           | 4 de agosto      | 140 (85)        | $242 millones           | 94      |
| Earl                    | 2 – 6 de agosto                 | Huracán categoría 1                        | 140 (85)            | 979               | 4.59     | Ciudad de Belice                 | 4 de agosto      | 140 (85)        | $242 millones           | 94      |
| Earl                    | 2 – 6 de agosto                 | Huracán categoría 1                        | 140 (85)            | 979               | 4.59     | Veracruz, México                 | 6 de agosto      | 95 (60)         | $242 millones           | 94      |
| Fiona                   | 16 – 23 de agosto               | Tormenta tropical                          | 85 (50)             | 1004              | 3.0275   | Ninguno                          | Ninguno          | Ninguno         | N/A                     | 0       |
| Gaston                  | 22 de agosto – 2 de septiembre  | Huracán categoría 3                        | 195 (120)           | 955               | 24.715   | Ninguno                          | Ninguno          | Ninguno         | N/A                     | 0       |
| Ocho                    | 28 de agosto – 1 de septiembre  | Depresión tropical                         | 55 (35)             | 1010              | 0        | Ninguno                          | Ninguno          | Ninguno         | N/A                     | 0       |
| Hermine                 | 28 de agosto – 3 de septiembre  | Huracán categoría 1                        | 130 (80)            | 981               | 3.785    | St. Marks, Florida               | 2 de septiembre  | 130 (80)        | $550 millones           | 2       |
| Ian                     | 12 – 16 de septiembre           | Tormenta tropical                          | 95 (60)             | 994               | 3.1275   | Ninguno                          | Ninguno          | Ninguno         | N/A                     | 0       |
| Julia                   | 13 – 18 de septiembre           | Tormenta tropical                          | 85 (50)             | 1007              | 2.2875   | Jensen Beach, Florida            | 13 de septiembre | 55 (35)         | N/A                     | 0       |
| Karl                    | 14 – 25 de septiembre           | Tormenta tropical                          | 110 (70)            | 988               | 6.1975   | Ninguno                          | Ninguno          | Ninguno         | N/A                     | 0       |
| Lisa                    | 19 – 25 de septiembre           | Tormenta tropical                          | 85 (50)             | 999               | 2.825    | Ninguno                          | Ninguno          | Ninguno         | N/A                     | 0       |
| Matthew                 | 28 de septiembre – 9 de octubre | Huracán categoría 5                        | 270 (165)           | 934               | 50.94    | Les Anglais, Haití               | 4 de octubre     | 240 (150)       | $15.08 mil millones     | 603     |
| Matthew                 | 28 de septiembre – 9 de octubre | Huracán categoría 5                        | 270 (165)           | 934               | 50.94    | Maisí, Guantánamo, Cuba          | 5 de octubre     | 215 (130)       | $15.08 mil millones     | 603     |
| Matthew                 | 28 de septiembre – 9 de octubre | Huracán categoría 5                        | 270 (165)           | 934               | 50.94    | Gran Bahama, Bahamas             | 7 de octubre     | 215 (130)       | $15.08 mil millones     | 603     |
| Matthew                 | 28 de septiembre – 9 de octubre | Huracán categoría 5                        | 270 (165)           | 934               | 50.94    | Carolina del Sur, Estados Unidos | 8 de octubre     | 140 (85)        | $15.08 mil millones     | 603     |
| Nicole                  | 4 – 18 de octubre               | Huracán categoría 4                        | 220 (140)           | 950               | 25.875   | Ninguno                          | Ninguno          | Ninguno         | $15 millones            | 0       |
| Otto                    | 20 – 25 de noviembre            | Huracán categoría 3                        | 185 (115)           | 975               | 7.035    | Nicaragua-Costa Rica             | 24 de noviembre  | 185 (115)       | $15 millones            | 18      |
| Totales de la temporada |                                 |                                            |                     |                   |          |                                  |                  |                 |                         |         |
| 16 ciclones             | 12 de enero–25 de noviembre     |                                            | 270 (165)           | 934               | 141.2525 | 14                               | 14               | 14              | $15.9 mil millones      | 724     |

## Nombre de los ciclones tropicales
Los siguientes nombres fueron los usados para los ciclones tropicales que se formen en el océano Atlántico norte en 2016. Los nombres no usados están marcados con gris. Los nombres que no fueron retirados serán usados de nuevo en la temporada de 2022. Esta es la misma lista utilizada en la temporada del 2010 con las excepción de los nombres Ian y Tobias, quienes reemplazaron los nombres de Igor y Tomas. El nombre Ian se usó por primera vez este año.
| - Alex - Bonnie - Colin - Danielle - Earl - Fiona - Gaston | - Hermine - Ian - Julia - Karl - Lisa - Matthew - Nicole | - Otto - Paula (sin usar) - Richard (sin usar) - Shary (sin usar) - Tobias (sin usar) - Virginie (sin usar) - Walter (sin usar) |

### Nombres retirados
El 26 de marzo de 2017, durante la XXXIX sesión de la RA VI Hurricane Committee de la Organización Meteorológica Mundial retiró dos nombres, los nombres de Matthew y Otto fueron retirados debido a los cuantiosos daños y perdidas humanas que había provocado. Serán reemplazados por Martin y Owen en la temporada de 2022.